# Елдос Кабденов

## Кабденов, Елдос Маратович
| Елдос Кабденов | Елдос Кабденов                                   |          |
| --- | ------------------------------------------------ | -------- |
| |                                                  |          |
| Общая информация |                                                  |          |
| Полное имя | Елдос Маратович Кабденов                         |          |
| Гражданство | Казахстан                                        |          |
| Дата рождения | 1 января 1990 год                                |          |
| Место рождения | - область Жетысу, Аксуский район, станция Матай  |          |
| Проживание | Талдыкорган,Казахстан                            |          |
| Пол | мужской                                          |          |
| Рост | 1,70 м                                           |          |
| Весовая категория | до 56 кг                                         |          |
| Любительская карьера |                                                  |          |
| Награды и медали \| Чемпионаты мира \| Чемпионаты мира \| Чемпионаты мира \| \| --------------- \| ------------------------------------------------ \| --------------- \| \| Золото \| Чемпионат мира по дзюдо 2015 Польша,Вроцлав 2016 \| до 56 кг \| \| Золото \| ОАЭ,Абу-Даби 2019 \| до 56 кг \| \| Серебро \| Колумбия,Богота 2017 \| до 56 кг \| \| Бронза \| Швеция,Мальме 2018 \| до 56 кг \| \| Чемпионаты Азии \| \| \| \| Золото \| Вьетнам,Ханой 2017 \| до 56 кг \| \| Серебро \| ОАЭ,Абу-Даби 2021 \| до 56 кг \| \| Бронза \| Казахстан,Актау 2018 \| до 56 кг \| |                                                  |          |
| Чемпионаты мира |                                                  |          |
| Золото | Чемпионат мира по дзюдо 2015 Польша,Вроцлав 2016 | до 56 кг |
| Золото | ОАЭ,Абу-Даби 2019                                | до 56 кг |
| Серебро | Колумбия,Богота 2017                             | до 56 кг |
| Бронза | Швеция,Мальме 2018                               | до 56 кг |
| Чемпионаты Азии |                                                  |          |
| Золото | Вьетнам,Ханой 2017                               | до 56 кг |
| Серебро | ОАЭ,Абу-Даби 2021                                | до 56 кг |
| Бронза | Казахстан,Актау 2018                             | до 56 кг |

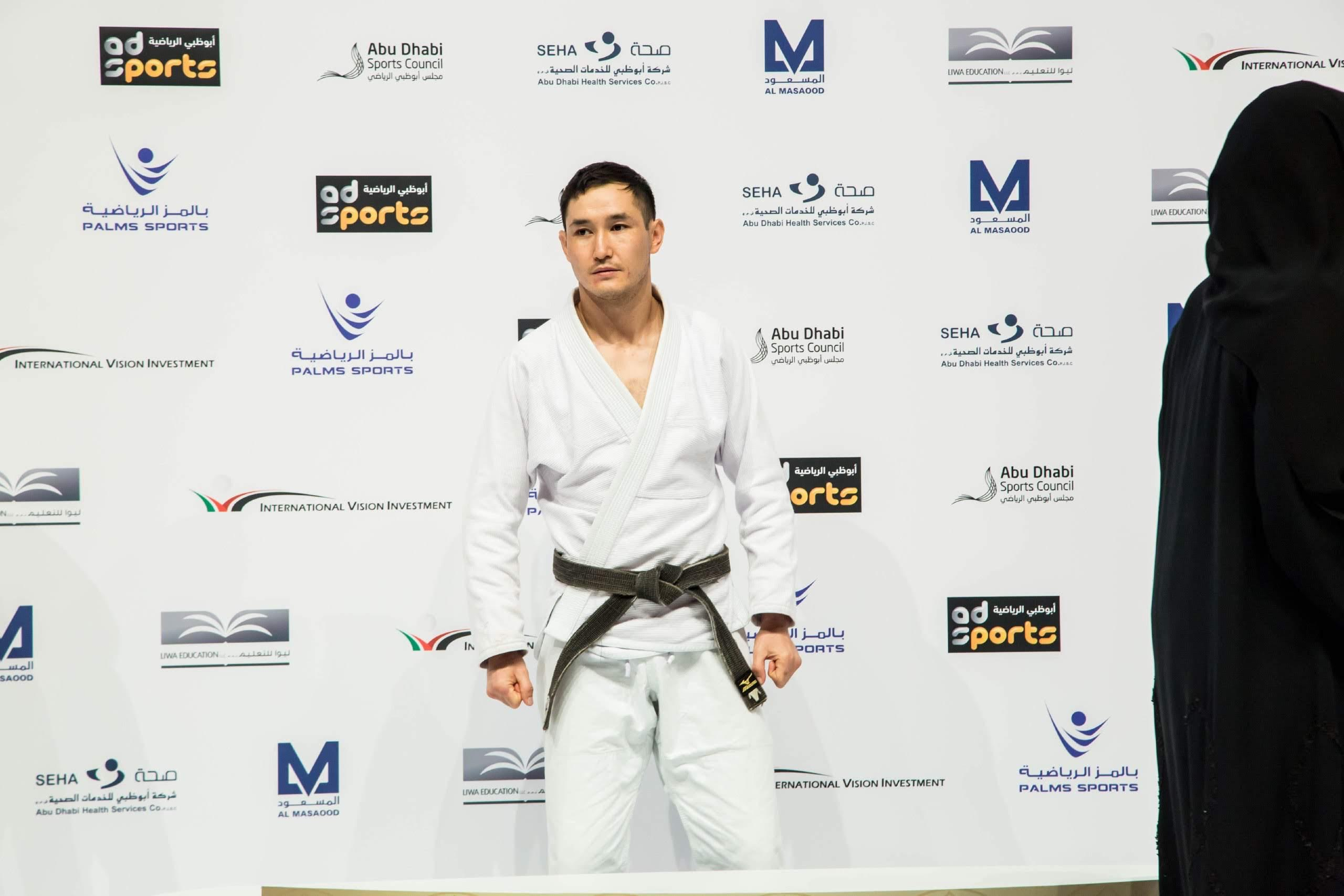

Елдо́с Маратович Кабденов (род. 1 января 1990 года, станция Матай) — казахстанский спортсмен по джиу-джитсу, в разделе файтинг-систем. Первый чемпион мира в истории Казахстана по джиу-джитсу в разделе файтинг-систем. Двукратный чемпион мира и чемпион Азии. «Мастер спорта международного класса Республики Казахстан» по джиу-джитсу. Женат.

## Биография
Родился в Алматинской области,Аксуского района на станции Матай.
Закончил Казахский национальный педагогический университет имени Абая, факультет Экономики и права.